# Chapelle Sainte-Anne de Strasbourg-Robertsau
La chapelle Sainte-Anne est une chapelle catholique située dans l'enceinte de la clinique Sainte-Anne dans le quartier de la Robertsau à Strasbourg.

## Historique
La clinique Sainte-Anne est érigée entre 1927 et 1928 mais la construction de la chapelle Sainte-Anne débute en 1958. La première pierre est posée le 16 août 1958 par Monseigneur Maurer. Le baptême de la petite cloche de la chapelle, nommée Anne, a lieu 5 décembre 1959. La bénédiction de la chapelle et la première messe se déroulent le 13 décembre 1959. La chapelle est consacrée les 21 et 22 mars 1960.
Les vitraux sont l’œuvre du maitre verrier suisse Hans Stocker et ont été réalisés par la maison Ott Frères.
La chapelle est rénovée entre 1996 et 1999.

## Sources
- Sainte-Anne sur le site de la paroisse Saint-Louis de la Robertsau.